# Karim Pakraduni
Karim Pakraduni (ur. 18 sierpnia 1944 r. w Bejrucie)  – libański prawnik i polityk. Jego ojciec był ortodoksyjnym Ormianinem, a matka Maronitką. W kwietniu 1959 r. wstąpił do Kataeb-Falang Libańskich. Pod koniec lat 60. ukończył prawo i nauki polityczne na Uniwersytecie Św. Józefa w Bejrucie. W latach 1968–1970 był szefem sekcji studenckiej Falang. W latach 1970–1984 i 1986-1992 należał do biura politycznego tej partii. W 1976 r. został doradca prezydenta Iljasa Sarkisa. W latach 1986–1988 był wiceprezesem Sił Libańskich i członkiem władz Frontu Libańskiego. Od 1992 do 1995 r. był sekretarzem generalnym Kataeb, a następnie jej wiceprezesem. W październiku 2001 r. stanął na czele partii. W latach 2003–2004 kierował ministerstwem ds. reformy administracji w rządzie Rafika al-Haririego. Stracił jednak poparcie wśród członków własnej partii ze względu na popieranie prosyryjskich władz Libanu. W 2007 r. musiał zrezygnować ze stanowiska, przegrywając rywalizację z nieprzychylnym Syrii Aminem al-Dżumajjilem. Rok później wystąpił z partii.